# Proboscidea triloba
Proboscidea triloba är en martyniaväxtart. Proboscidea triloba ingår i släktet bockhornssläktet, och familjen martyniaväxter.

## Underarter
Arten delas in i följande underarter:
- P. t. diversifolia
- P. t. triloba